# Lock Up the Wolves
Lock Up the Wolves – piąty studyjny album Dio. Wydany 15 maja 1990.

## Lista utworów
1. "Wild One" – 3:57
2. "Born on the Sun" – 5:30
3. "Hey Angel" – 4:50
4. "Between Two Hearts" – 6:16
5. "Night Music" – 4:56
6. "Lock Up the Wolves" – 8:18
7. "Evil on Queen Street" – 5:51
8. "Walk on Water" – 3:36
9. "Twisted" – 4:35
10. "Why Are They Watching Me" – 5:00
11. "My Eyes" – 6:24

## Twórcy
- Ronnie James Dio – wokal
- Rowan Robertson – gitara
- Teddy Cook – bas
- Simon Wright – perkusja
- Jens Johansson – klawisze